# Lenka Němečková
| jaar | rang enkelspel | rang dubbelspel |
| ---- | -------------- | --------------- |
| 1992 | 770            | 529             |
| 1993 | 256            | 196             |
| 1994 | 264            | 126             |
| 1995 | 147            | 131             |
| 1996 | 150            | 95              |
| 1997 | 81             | 124             |
| 1998 | 139            | 170             |
| 1999 | 109            | 104             |
| 2000 | 157            | 229             |
| 2001 | 132            | 109             |
| 2002 | 187            | 232             |
| 2003 | 184            | 158             |
| 2004 | 148            | 215             |
| 2005 | 217            | 274             |

Lenka Němečková (Brno, 20 april 1976) is een voormalig tennisspeelster uit Tsjechië.
Zij begon op negenjarige leeftijd met tennis. Haar favoriete ondergrond is gravel en hardcourt. Zij speelt rechtshandig en heeft een tweehandige backhand. Zij was actief in het internationale tennis van 1992 tot en met 2006.
Němečková kwam ook voor Tsjechië uit in de Fed Cup, waar zij samen met Michaela Paštiková in 1998 een damesdubbelpartij speelde.

## Loopbaan

### Enkelspel
Němečková debuteerde in 1992 op het ITF-toernooi van Rebecq (België) – zij bereikte meteen de kwartfinale. Zij stond in 1993 voor het eerst in een finale, op het ITF-toernooi van Madrid (Spanje) – zij verloor van de Spaanse Gala León García. In 1993 veroverde Němečková haar eerste titel, op het ITF-toernooi van Maribor (Slovenië), door landgenote Blanka Kumbárová te verslaan. In totaal won zij vier ITF-titels, de laatste in 2003 in Maglie (Italië).
In 1995 speelde Němečková voor het eerst op een WTA-hoofdtoernooi, op het toernooi van Praag. Eénmaal (in 1997) stond zij in een WTA-finale, op het toernooi van Surabaya – zij verloor van de Belgische Dominique Van Roost. Haar laatste deelname aan de hoofdtabel van een WTA-toernooi was op het toernooi van Haiderabad in 2005.
Haar beste resultaat op de grandslamtoernooien is het bereiken van de tweede ronde, op Roland Garros 2001. Haar hoogste notering op de WTA-ranglijst is de 72e plaats, die zij bereikte in januari 1998.

### Dubbelspel
Němečková behaalde in het dubbelspel betere resultaten dan in het enkelspel. Zij debuteerde in 1992 op het ITF-toernooi van La Spezia (Italië), samen met de Italiaanse Stefania Bertucelli – zij bereikten meteen de halve finale. Zij stond in 1993 voor het eerst in een finale, op het ITF-toernooi van Zaragoza (Spanje), samen met landgenote Dominika Górecka – hier veroverde zij haar eerste titel, door het Spaanse duo Gala León García en Sílvia Ramón Cortés te verslaan. In totaal won zij zestien ITF-titels, de laatste in 2004 in Columbus (VS).
In 1993 speelde Němečková voor het eerst op een WTA-hoofdtoernooi, op het toernooi van Praag, samen met landgenote Petra Holubová. Zij bereikten er de tweede ronde. Zij stond in 1997 voor het eerst in een WTA-finale, op het toernooi van Jakarta, samen met de Japanse Yuka Yoshida – zij verloren van het Australische koppel Kerry-Anne Guse en Kristine Radford. In 2001 veroverde Němečková haar enige WTA-titel, op het toernooi van Shanghai, samen met de Zuid-Afrikaanse Liezel Huber, door het koppel Evie Dominikovic en Tamarine Tanasugarn te verslaan.
Haar beste resultaat op de grandslamtoernooien is het bereiken van de tweede ronde. Haar hoogste notering op de WTA-ranglijst is de 85e plaats, die zij bereikte in april 1997.

## Palmares
| Legenda                |
| ---------------------- |
| Grandslamtoernooi      |
| Olympische Spelen      |
| Year-End Championships |
| Tier I                 |
| Tier II                |
| Tier III               |
| Tier IV & V            |

### WTA-finaleplaatsen enkelspel
| nr.              | finale     | toernooi     | ondergrond | tegenstandster      | score    |         |
| ---------------- | ---------- | ------------ | ---------- | ------------------- | -------- | ------- |
| gewonnen finales |            |              |            |                     |          |         |
| geen             |            |              |            |                     |          |         |
| verloren finales |            |              |            |                     |          |         |
| 1.               | 1997-09-28 | WTA Surabaya | hardcourt  | Dominique Van Roost | 1-6, 3-6 | details |

### WTA-finaleplaatsen vrouwendubbelspel
| nr.              | finale     | toernooi     | ondergrond | partner       | tegenstandsters                      | score         |         |
| ---------------- | ---------- | ------------ | ---------- | ------------- | ------------------------------------ | ------------- | ------- |
| gewonnen finales |            |              |            |               |                                      |               |         |
| 1.               | 2001-10-14 | WTA Shanghai | hardcourt  | Liezel Huber  | Evie Dominikovic Tamarine Tanasugarn | 6-0, 7-5      | details |
| verloren finales |            |              |            |               |                                      |               |         |
| 1.               | 1997-04-27 | WTA Jakarta  | hardcourt  | Yuka Yoshida  | Kerry-Anne Guse Kristine Radford     | 4-6, 7-5, 5-7 | details |
| 2.               | 2001-07-15 | WTA Wenen    | gravel     | Vanessa Henke | Paola Suárez Patricia Tarabini       | 4-6, 2-6      | details |

## Resultaten grandslamtoernooien
| Legenda | Legenda                          |
| ------- | -------------------------------- |
| g.t.    | geen toernooi gehouden           |
| l.c.    | lagere categorie                 |
| –       | niet deelgenomen                 |
| G       | uitgeschakeld in de groepsfase   |
| 1R      | uitgeschakeld in de eerste ronde |
| 2R      | uitgeschakeld in de tweede ronde |
| 3R      | uitgeschakeld in de derde ronde  |
| 4R      | uitgeschakeld in de vierde ronde |
| KF      | uitgeschakeld in de kwartfinale  |
| HF      | uitgeschakeld in de halve finale |
| F       | de finale verloren               |
| W       | het toernooi gewonnen            |
| w-v     | winst/verlies-balans             |

### Enkelspel
| Toernooi        | 1997 | 1998 | 1999 | 2000 | 2001 |
| --------------- | ---- | ---- | ---- | ---- | ---- |
| Australian Open | –    | 1R   | 1R   | 1R   | –    |
| Roland Garros   | 1R   | 1R   | –    | –    | 2R   |
| Wimbledon       | 1R   | 1R   | –    | –    | –    |
| US Open         | –    | 1R   | 1R   | –    | –    |

### Vrouwendubbelspel
| Toernooi        | 1996 | 1997 | 1998 | 1999 | 2000 |    | 2002 |
| --------------- | ---- | ---- | ---- | ---- | ---- | -- | ---- |
| Australian Open | 2R   | 2R   | 1R   | –    | 1R   | 1R |      |
| Roland Garros   | 1R   | 1R   | –    | 2R   | –    | 1R |      |
| Wimbledon       | –    | 1R   | –    | 1R   | –    | 1R |      |
| US Open         | 1R   | 1R   | –    | 1R   | –    | –  |      |